# Gatersleben
Gatersleben (phát âm tiếng Đức: [ˈɡaːtɐsleːbən]) là một đô thị thuộc huyện Salzland, bang Saxony-Anhalt, Đức.